# Ginger Ale
Pour la boisson, voir Ginger ale.
Ginger Ale est un groupe d'electropop français, originaire de Paris. Leur style musical évolue entre musique électronique et rock.

## Biographie
Ginger Ale est formé à Paris. Les membres se croisaient à partir de 1997 dans le quartier Oberkampf avant de travailler ensemble sur différents projets. Ils forment le groupe et décident de travailler sur un premier album dès 1999.
Le groupe s'illustrera notamment par une reprise du morceau Happy House de Siouxsie and the Banshees (morceau qui ouvre l'album Kaleidoscope de Siouxsie and the Banshees), présente sur leur premier album, intitulé Laid Back Galerie, sorti en 2002 et produit par Renaud Letang. Les morceaux de l'album sont interprétés par différents invités, dont Johan Asherton, Étienne Daho et l'artiste norvégien Sondre Lerche. Ginger Ale est alors composé de Stéphane Bertrand et de Jonathan Chaoul. En 2001, le duo produit le morceau God's Nightmare sur l'album Kékéland de Brigitte Fontaine.
Chaoul quitte Ginger Ale avant la parution du deuxième album, et est remplacé par Angèle David-Guillou, plus connue sous le pseudonyme de Klima. Ce deuxième album, intitulé Daggers Drawn, est publié en 2005. La pochette de l'album est une parodie d'American Gothic, tableau de Grant Wood. Parmi les invités figure Mickaël Furnon du groupe Mickey 3D.

## Discographie
- 2002 : Laid Back Galerie (Virgin France)
- 2005 : Daggers Drawn (Crazy Car Driver / Discograph)